# Comuna de Sanniki
Sanniki (polaco: Gmina Sanniki) é uma gminy (comuna) na Polónia, na voivodia de Mazóvia e no condado de Gostyniński. A sede do condado é a cidade de Sanniki.
De acordo com os censos de 2004, a comuna tem 6640 habitantes, com uma densidade 70,2 hab/km².

## Área
Estende-se por uma área de 94,57 km², incluindo:
- área agricola: 88%
- área florestal: 5%

## Demografia
Dados de 30 de Junho 2004:
|                      | Total   | Total | Mulheres | Mulheres | Homens  | Homens |
| -------------------- | ------- | ----- | -------- | -------- | ------- | ------ |
|                      | pessoas | %     | pessoas  | %        | pessoas | %      |
| População            | 6640    | 100   | 3435     | 51,7     | 3205    | 48,3   |
| Densidade (pop./km²) | 70,2    | 100   | 36,3     | 36,3     | 33,9    | 33,9   |

De acordo com dados de 2002, o rendimento médio per capita ascendia a 1222,33 zł.

## Comunas vizinhas
- Gąbin, Iłów, Kiernozia, Pacyna, Słubice